# Cotentin

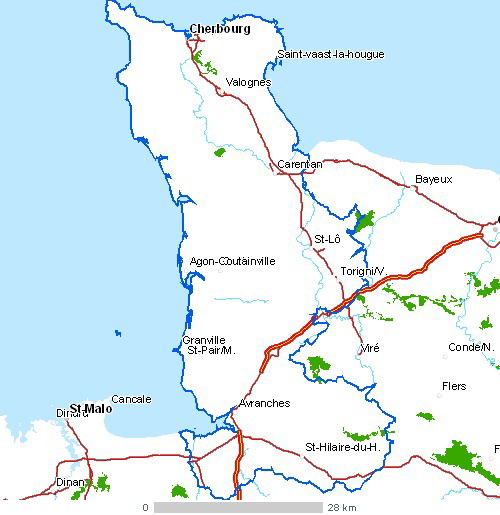
Mapa

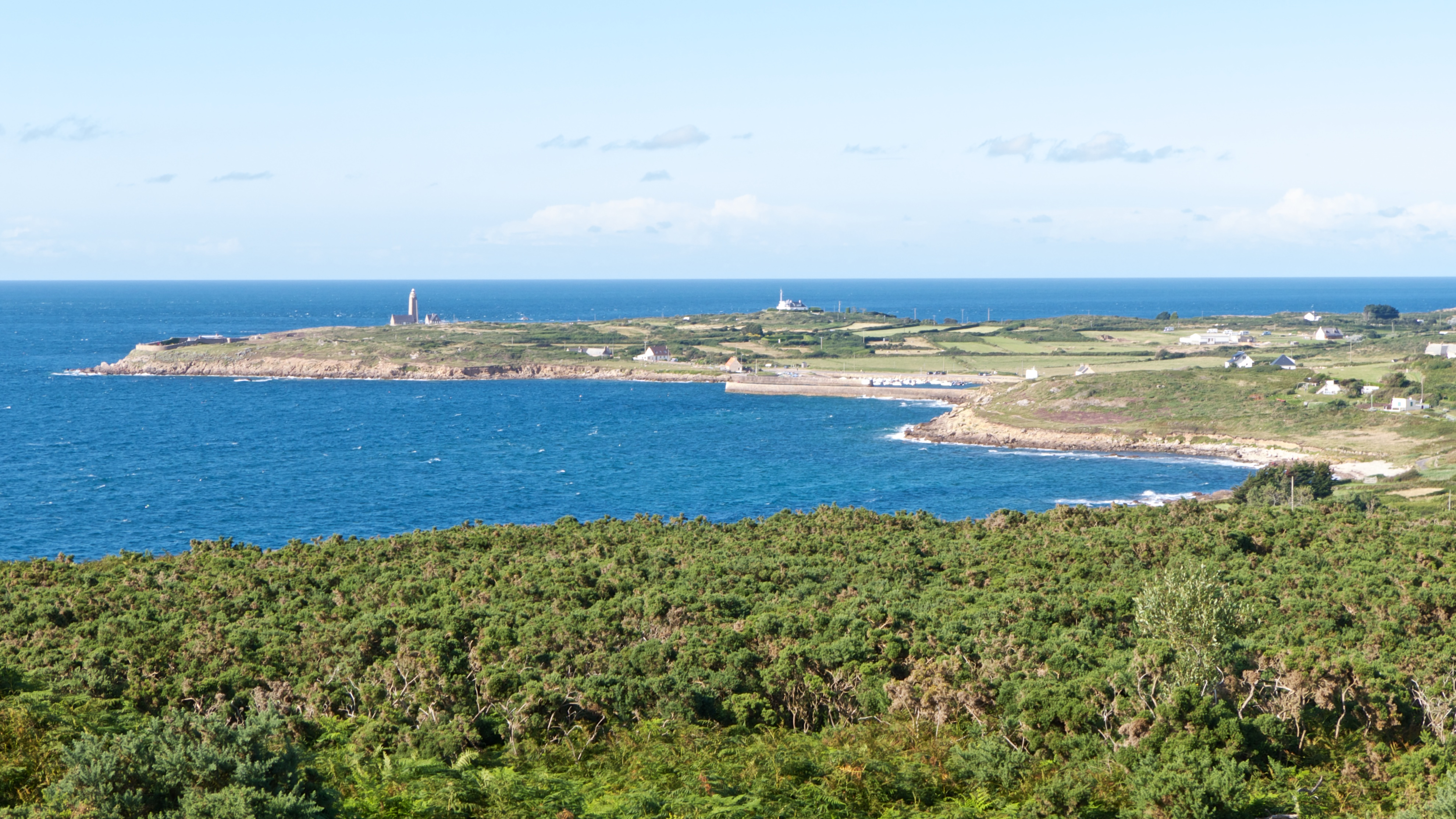
Mys Lévi

Cotentin je poloostrov na severozápadě Francie, tvořící výběžek Normandie do Lamanšského průlivu. Je součástí departementu Manche. Největším městem je přístav Cherbourg-Octeville na severním pobřeží. Na severozápadním konci poloostrova se nachází mys La Hague. Západně nedaleko poloostrova leží Normanské ostrovy.

## Příroda a hospodářství
Poloostrov je tvořen plochou až pahorkatou nížinou (nejvyšší bod má 191 metrů nad mořem), značnou část území tvoří bažiny. Pěstuje se ovoce a zelenina (z místních jablek se vyrábí calvados), rozšířený je chov dobytka, na pobřeží se sbírají ústřice. Na poloostrově se nachází Jaderná elektrárna Flamanville. Díky zachované přírodě a množství památek je Cotentin významným turistickým cílem (byl zařazen na seznam Villes et pays d'art et d'histoire) 

## Historie
Název poloostrova pochází z latinského Pagus Constantienitis (podle císaře Konstancia). V devátém století oblast obsadili Vikingové, později byla pod anglickou nadvládou.
Během bitvy o Normandii v době druhé světové války probíhaly na poloostrově těžké boje mezi americkými a německými jednotkami.
Dosud se zde hovoří starobylým normanským nářečím, zvaným Cotentinais.

## Osobnosti
- Alexis de Tocqueville
- Jules Barbey d'Aurevilly
- Jean-François Millet